# Pleurata thura
Pleurata thura är en hjuldjursart som först beskrevs av Myers 1933.  Pleurata thura ingår i släktet Pleurata och familjen Notommatidae. Inga underarter finns listade i Catalogue of Life.